# Aventoft
Aventoft (dansk/tysk) eller Oowentoft (nordfrisisk) er en landsby og kommune beliggende direkte ved den dansk-tyske grænse i det nordvestlige Sydslesvig. Administrativt hører kommunen under Nordfrislands kreds i den nordtyske delstat Slesvig-Holsten. Kommunen samarbejder på administrativt plan med andre kommuner i omegnen i Sydtønder kommunefællesskab (Amt Südtondern). Landsbyen er sogneby i Aventoft Sogn. Sognet lå i Viding Herred (Tønder Amt, Sønderjylland), da området tilhørte Danmark.

## Geografi
Aventoft er første gang nævnt 1462. Forleddet er afledt af personnavnet oldnordisk Agni, som står i forbindelse med gotisk agis (≈skræk, rædsel).
Aventoft var tidligere en ø, men blev ved inddigningen af Gudskogen 1566 gjort landfast. Der er nu tale om en gest-ø (≈en sandbanke omgivet af marskland). Kommunens øvrige del ligger meget lavt og består især af ler og klægjorder. I nærheden af byen lå forhen den hertugelige avslgård Foggebøl (på dansk også Fogebøl, på tysk Foggebüll). I Aventoft fandtes tidligere en dansk skole, som blev nedlagt 1970 og eleverne overflyttet til Humtrup.
Kommunen består af bebyggelserne Aventoft, Hungerborg (Hungerburg) mod øst og Rosenkrans (også Rosenkrands, Rosenkranz) mod vest. Desuden ligger der flere mindre bebyggelser og gårde såsom Broderskog (Broderskoog), Døtgebøl (Dötgebüll), Fiskerhuse (Fischerhäuser), Fresod (Freesott), Fresmark (Freesmark), Fuglehallig (Vogelhallig), Klint, Merlingshuse (Merlingmark), Nambøl (Nambüll), Nymark, Okholm, Ringsværre (Ringswarft) og Teglmark. Med etableringen af den dansk-tyske grænse i 1920 kom en del af husene i landsbyen Rosenkrans til den danske side (Rudbøl i Højer Sogn).
Den romanske Aventoft Kirke (de) er fra 1200-tallet. Det neoromanske tårn kom til i 1911 under prøjserne. 

## Kendte
- Svend Andersen (født 8. marts 1948)